# توروس سايكس
توروس سايكس (بالإنجليزية: Taurus Sykes)‏ مواليد 20 مايو 1975 في بروكلين، هو ملاكم أمريكي يصنف ضمن فئة الوزن الثقيل.

## إحصائيات
خاض خلال مسيرته 31 نزالا، فاز في 25 وتعادل في 1 وخسر في 5. فاز بالضربة القاضية في 7 نزالا.

## روابط خارجية
- توروس سايكس على موقع بوكس ريك (الإنجليزية) (registration required)